# Good Days (chanson de Zone)
Pour les articles homonymes, voir Good Days.
Singles de ZONE
Believe in love
(1999) Dai Bakuhatsu No.1
(2001)
GOOD DAYS est le 1er single major du groupe ZONE sous le label Sony Music Records et le 2e en tout, sorti le 7 février 2001 au Japon. Il arrive 20e à l'Oricon et reste classé 6 semaines pour un total de 61 000 exemplaires vendus dans cette période. C'est le premier single où elles jouent de leurs instruments.
GOOD DAYS a été utilisé comme campagne publicitaire pour Kira Yume de la compagnie Shiseido. GOOD DAYS se trouve sur l'album Z, sur la compilation E ~Complete A side Singles~ et sur l'album en hommage au groupe ZONE Tribute ~Kimi ga Kureta Mono~. Tandis que Fortune se trouve sur la compilation Ura E ~Complete B side Melodies~.

## Liste des titres
Tous les arrangements sont faits par Chokkaku, tandis que les paroles sont de Takuya.
| 1. | Good Days (GOOD DAYS)      | Hara Kazuhiro | 3:33 |
| 2. | Fortune                    | TSUKASA       | 3:56 |
| 3. | Good Days (Backing Tracks) | Hara Kazuhiro | 3:33 |
| 4. | Fortune (Backing Tracks)   | TSUKASA       | 3:54 |